# Hydroptila fowlesi
Hydroptila fowlesi är en nattsländeart som beskrevs av Harris och Sykora 1996. Hydroptila fowlesi ingår i släktet Hydroptila och familjen smånattsländor. Inga underarter finns listade i Catalogue of Life.